# 가호쿠시
가호쿠시(일본어: かほく市)는 일본 이시카와현 중부에 있는 시이다. 이시카와현에서는 맛토시(현 하쿠산시) 이후 현내 9번째 시로 승격하였다.

## 지리
이시카와현의 대략 중심에 위치하고 현쳥 소재지인 가나자와시에서 북쪽으로 20km 떨어져 있으며 기차로 30분 정도 소요된다. 서쪽으로 동해, 북쪽으로 하무이군 호다쓰시미즈정, 동쪽으로 가호쿠군 쓰바타정, 남쪽으로 우치나다정이 있다. 지리적으로 동쪽에서 서쪽으로 가면서 산지와 구릉지, 대지, 저지, 해안으로 이루어져 있다. 북쪽에서는 오미강이 동해로 흘러들고 남쪽에서는 우노케강이 시 남단의 가호쿠 석호로 흘러든다.

## 역사
노토 지방과 가가 지방을 잇는 가도에 위치해 에도 시대에는 역참 마을로 번창했다.
2004년 3월 1일에 가호쿠군 우노케정, 나나쓰카정 및 다카마쓰정이 합병해 가호쿠시가 탄생했다.

## 교통

### 철도
- 서일본 여객철도 나나오선

### 도로
- 노토 유료도로
- 국도 159호선
- 국도 471호선

## 인구
| 연도 | 인구   | ±%    |
| ---- | ------ | ----- |
| 1970 | 32,225 | —     |
| 1980 | 34,106 | +5.8% |
| 1990 | 34,207 | +0.3% |
| 2000 | 34,670 | +1.4% |
| 2010 | 34,651 | −0.1% |
| 2020 | 34,889 | +0.7% |

## 기후
| 가호쿠시의 기후                                              | 가호쿠시의 기후 | 가호쿠시의 기후 | 가호쿠시의 기후 | 가호쿠시의 기후 | 가호쿠시의 기후 | 가호쿠시의 기후 | 가호쿠시의 기후 | 가호쿠시의 기후 | 가호쿠시의 기후 | 가호쿠시의 기후 | 가호쿠시의 기후 | 가호쿠시의 기후 | 가호쿠시의 기후 |
| 월                                                           | 1월             | 2월             | 3월             | 4월             | 5월             | 6월             | 7월             | 8월             | 9월             | 10월            | 11월            | 12월            | 연간            |
| ------------------------------------------------------------ | --------------- | --------------- | --------------- | --------------- | --------------- | --------------- | --------------- | --------------- | --------------- | --------------- | --------------- | --------------- | --------------- |
| 역대 최고 기온 °C (°F)                                       | 19.3 (66.7)     | 23.2 (73.8)     | 25.0 (77.0)     | 30.0 (86.0)     | 31.4 (88.5)     | 33.6 (92.5)     | 37.7 (99.9)     | 39.2 (102.6)    | 36.3 (97.3)     | 33.8 (92.8)     | 25.9 (78.6)     | 23.5 (74.3)     | 39.2 (102.6)    |
| 일평균 최고 기온 °C (°F)                                     | 6.7 (44.1)      | 7.2 (45.0)      | 10.8 (51.4)     | 16.2 (61.2)     | 21.1 (70.0)     | 24.4 (75.9)     | 28.3 (82.9)     | 30.3 (86.5)     | 26.5 (79.7)     | 21.3 (70.3)     | 15.5 (59.9)     | 9.9 (49.8)      | 18.2 (64.7)     |
| 일일 평균 기온 °C (°F)                                       | 3.3 (37.9)      | 3.5 (38.3)      | 6.4 (43.5)      | 11.5 (52.7)     | 16.5 (61.7)     | 20.5 (68.9)     | 24.7 (76.5)     | 26.2 (79.2)     | 22.3 (72.1)     | 16.7 (62.1)     | 11.0 (51.8)     | 6.0 (42.8)      | 14.1 (57.3)     |
| 일평균 최저 기온 °C (°F)                                     | 0.2 (32.4)      | −0.1 (31.8)     | 2.0 (35.6)      | 6.7 (44.1)      | 12.0 (53.6)     | 17.0 (62.6)     | 21.6 (70.9)     | 22.7 (72.9)     | 18.6 (65.5)     | 12.6 (54.7)     | 6.9 (44.4)      | 2.4 (36.3)      | 10.2 (50.4)     |
| 역대 최저 기온 °C (°F)                                       | −6.4 (20.5)     | −5.5 (22.1)     | −4.2 (24.4)     | −1.8 (28.8)     | 3.3 (37.9)      | 8.7 (47.7)      | 13.7 (56.7)     | 14.5 (58.1)     | 8.6 (47.5)      | 2.1 (35.8)      | −1.0 (30.2)     | −4.8 (23.4)     | −6.4 (20.5)     |
| 평균 강수량 mm (인치)                                        | 210.9 (8.30)    | 125.8 (4.95)    | 129.4 (5.09)    | 121.5 (4.78)    | 123.5 (4.86)    | 167.5 (6.59)    | 221.9 (8.74)    | 186.2 (7.33)    | 213.7 (8.41)    | 154.9 (6.10)    | 209.5 (8.25)    | 252.7 (9.95)    | 2,117.4 (83.36) |
| 평균 강수일수 (≥ 1.0 mm)                                     | 23.9            | 18.5            | 15.9            | 12.1            | 10.5            | 10.9            | 12.9            | 9.2             | 12.5            | 13.1            | 17.2            | 23.1            | 179.8           |
| 평균 월간 일조시간                                           | 59.4            | 87.6            | 154.7           | 193.3           | 211.7           | 167.5           | 174.3           | 225.2           | 159.8           | 150.2           | 107.9           | 66.3            | 1,757.9         |
| 출처: 일본 기상청 (평년값: 1991년~2020년, 극값: 1978년~현재) |                 |                 |                 |                 |                 |                 |                 |                 |                 |                 |                 |                 |                 |